# Episodi di Make Room for Daddy (quarta stagione)
La quarta stagione della serie televisiva Make Room for Daddy (The Danny Thomas Show dalla quinta stagione) è andata in onda negli Stati Uniti dal 1º ottobre 1956 al 25 aprile 1957 sulla ABC. È l'ultima stagione sulla ABC; dalla stagione seguente la serie cambierà nome e si trasferirà sulla CBS.
| nº | Titolo originale           | Prima TV USA     |
| -- | -------------------------- | ---------------- |
| 1  | Boarding School            | 1º ottobre 1956  |
| 2  | The Nelson Eddy Show       | 8 ottobre 1956   |
| 3  | Problem Father             | 15 ottobre 1956  |
| 4  | Be a Pal to Your Son       | 22 ottobre 1956  |
| 5  | Den Mother                 | 29 ottobre 1956  |
| 6  | Terry at the Crossroads    | 5 novembre 1956  |
| 7  | Danny Goes to Texas        | 12 novembre 1956 |
| 8  | The Diary                  | 19 novembre 1956 |
| 9  | Talented Kid               | 26 novembre 1956 |
| 10 | Danny's Comeback           | 3 dicembre 1956  |
| 11 | My Fair Vocal Coach        | 10 dicembre 1956 |
| 12 | Pride Takes a Holiday      | 17 dicembre 1956 |
| 13 | Christmas and Clowns       | 24 dicembre 1956 |
| 14 | Liz's Boyfriend            | 31 dicembre 1956 |
| 15 | The School Teacher         | 7 gennaio 1957   |
| 16 | Danny's Date               | 14 gennaio 1957  |
| 17 | Girl from Iowa             | 21 gennaio 1957  |
| 18 | Danny Goes Social          | 28 gennaio 1957  |
| 19 | The Lobster Story          | 4 febbraio 1957  |
| 20 | The Flashback Show         | 14 febbraio 1957 |
| 21 | Danny's Fiancée            | 21 febbraio 1957 |
| 22 | My Friend, Harry           | 28 febbraio 1957 |
| 23 | Uncle Tonoose Pays a Visit | 7 marzo 1957     |
| 24 | The Model                  | 14 marzo 1957    |
| 25 | The Orphan Asylum          | 21 marzo 1957    |
| 26 | Little League Umpire       | 28 marzo 1957    |
| 27 | Danny Meets Kathy          | 4 aprile 1957    |
| 28 | Men Are Men                | 11 aprile 1957   |
| 29 | Little Miss Moppet         | 18 aprile 1957   |
| 30 | Danny's Proposal           | 25 aprile 1957   |

## Boarding School
- Prima televisiva: 1º ottobre 1956
- Diretto da:
- Scritto da:

### Trama
- Interpreti: Danny Thomas (Danny Williams), Rusty Hamer (Rusty Williams), Virginia Gregg (dottor Paris), Sherry Jackson (Terry Williams)

## The Nelson Eddy Show
- Prima televisiva: 8 ottobre 1956
- Diretto da:
- Scritto da:

### Trama
- Interpreti: Nelson Eddy (se stesso), Rusty Hamer (Rusty Williams), Sherry Jackson (Terry Williams), Danny Thomas (Danny Williams)

## Problem Father
- Prima televisiva: 15 ottobre 1956
- Diretto da:
- Scritto da:

### Trama
- Interpreti: Rusty Hamer (Rusty Williams), Sherry Jackson (Terry Williams), Danny Thomas (Danny Williams)

## Be a Pal to Your Son
- Prima televisiva: 22 ottobre 1956
- Diretto da:
- Scritto da:

### Trama
- Interpreti: Rusty Hamer (Rusty Williams), Sherry Jackson (Terry Williams), Rudy Lee (Stevie), Philip Ober (Hall), Danny Thomas (Danny Williams)

## Den Mother
- Prima televisiva: 29 ottobre 1956
- Diretto da:
- Scritto da:

### Trama
- Interpreti: Rusty Hamer (Rusty Williams), Sherry Jackson (Terry Williams), Rita Lynn (Mrs. Albright), Madge Meredith (Mrs. Jackson), Shirley Mitchell (Mrs. Shaffer), Evelyn Scott (Mrs. Brown), Danny Thomas (Danny Williams)

## Terry at the Crossroads
- Prima televisiva: 5 novembre 1956
- Diretto da:
- Scritto da:

### Trama
- Interpreti: Rusty Hamer (Rusty Williams), Sherry Jackson (Terry Williams), Danny Thomas (Danny Williams)

## Danny Goes to Texas
- Prima televisiva: 12 novembre 1956
- Diretto da:
- Scritto da:

### Trama
- Interpreti: Rusty Hamer (Rusty Williams), Sherry Jackson (Terry Williams), Danny Thomas (Danny Williams)

## The Diary
- Prima televisiva: 19 novembre 1956
- Diretto da:
- Scritto da:

### Trama
- Interpreti: Rusty Hamer (Rusty Williams), Sherry Jackson (Terry Williams), Danny Thomas (Danny Williams)

## Talented Kid
- Prima televisiva: 26 novembre 1956
- Diretto da:
- Scritto da:

### Trama
- Interpreti: Danny Thomas (Danny Williams), Rusty Hamer (Rusty Williams), Barry Gordon (Herbie), Sherry Jackson (Terry Williams), Ben Lessy (Benny), Tony Thomas (Child Singer), Mary Wickes (Liz)

## Danny's Comeback
- Prima televisiva: 3 dicembre 1956
- Diretto da:
- Scritto da:

### Trama
- Interpreti: Rusty Hamer (Rusty Williams), Sheldon Leonard (Phil Brokaw), Ben Lessy (Benny), Amanda Randolph (Louise), Danny Thomas (Danny Williams), Mary Wickes (Liz)

## My Fair Vocal Coach
- Prima televisiva: 10 dicembre 1956
- Diretto da:
- Scritto da:

### Trama
- Interpreti: Rusty Hamer (Rusty Williams), Sherry Jackson (Terry Williams), Danny Thomas (Danny Williams)

## Pride Takes a Holiday
- Prima televisiva: 17 dicembre 1956
- Diretto da:
- Scritto da:

### Trama
- Interpreti: Rusty Hamer (Rusty Williams), Sherry Jackson (Terry Williams), Danny Thomas (Danny Williams)

## Christmas and Clowns
- Prima televisiva: 24 dicembre 1956
- Diretto da:
- Scritto da:

### Trama
- Interpreti: Rusty Hamer (Rusty Williams), Sherry Jackson (Terry Williams), Danny Thomas (Danny Williams)

## Liz's Boyfriend
- Prima televisiva: 31 dicembre 1956
- Diretto da:
- Scritto da:

### Trama
- Interpreti: Danny Thomas (Danny Williams), Rusty Hamer (Rusty Williams), Richard Deacon (John Savich), Sherry Jackson (Terry Williams), Ben Lessy (Benny), Johnny Silver (Mr. Shermahorn), Fredd Wayne (Rod Fowler), Mary Wickes (Liz)

## The School Teacher
- Prima televisiva: 7 gennaio 1957
- Diretto da:
- Scritto da:

### Trama
- Interpreti: Danny Thomas (Danny Williams), Monica Lewis (Miss Lorraine Andrews), Sherry Jackson (Terry Williams), Rusty Hamer (Rusty Williams), Ben Lessy (Benny), Tom Jacobs (Band Leader)

## Danny's Date
- Prima televisiva: 14 gennaio 1957
- Diretto da:
- Scritto da:

### Trama
- Interpreti: Barbara Billingsley (Danny's Date), Rusty Hamer (Rusty Williams), Sherry Jackson (Terry Williams), Danny Thomas (Danny Williams)

## Girl from Iowa
- Prima televisiva: 21 gennaio 1957
- Diretto da:
- Scritto da:

### Trama
- Interpreti: Rusty Hamer (Rusty Williams), Sherry Jackson (Terry Williams), Danny Thomas (Danny Williams)

## Danny Goes Social
- Prima televisiva: 28 gennaio 1957
- Diretto da:
- Scritto da:

### Trama
- Interpreti: Rusty Hamer (Rusty Williams), Sherry Jackson (Terry Williams), Danny Thomas (Danny Williams)

## The Lobster Story
- Prima televisiva: 4 febbraio 1957
- Diretto da:
- Scritto da:

### Trama
- Interpreti: Madge Blake (Violet Fensterwald), Rusty Hamer (Rusty Williams), Sherry Jackson (Terry Williams), Joseph Kearns (Mr. Shipley), Ben Lessy (Jesse Leeds), Pat Moran (Frank Farmer), Danny Thomas (Danny Williams)

## The Flashback Show
- Prima televisiva: 14 febbraio 1957
- Diretto da:
- Scritto da:

### Trama
- Interpreti: Ernest Borgnine (Cop), Rusty Hamer (Rusty Williams), Sherry Jackson (Terry Williams), Danny Thomas (Danny Williams), Mary Wickes (Liz)

## Danny's Fiancée
- Prima televisiva: 21 febbraio 1957
- Diretto da:
- Scritto da:

### Trama
- Interpreti: Rusty Hamer (Rusty Williams), Sherry Jackson (Terry Williams), Ann Lee (June Richards), Amanda Randolph (Louise), Danny Thomas (Danny Williams)

## My Friend, Harry
- Prima televisiva: 28 febbraio 1957
- Diretto da:
- Scritto da:

### Trama
- Interpreti: Rusty Hamer (Rusty Williams), Sherry Jackson (Terry Williams), Harry Ruby (se stesso), Danny Thomas (Danny Williams)

## Uncle Tonoose Pays a Visit
- Prima televisiva: 7 marzo 1957
- Diretto da:
- Scritto da:

### Trama
- Interpreti: Hans Conried (zio Tonoose), Margaret Field (Peggy), Rusty Hamer (Rusty Williams), Sherry Jackson (Terry Williams), Danny Thomas (Danny Williams)

## The Model
- Prima televisiva: 14 marzo 1957
- Diretto da:
- Scritto da:

### Trama
- Interpreti: Rusty Hamer (Rusty Williams), Sherry Jackson (Terry Williams), Danny Thomas (Danny Williams)

## The Orphan Asylum
- Prima televisiva: 21 marzo 1957
- Diretto da:
- Scritto da:

### Trama
- Interpreti: Tiger Fafara (Boy at Orphanage), Rusty Hamer (Rusty Williams), Danny Thomas (Danny Williams), Lurene Tuttle (Mrs. Martin), Mary Wickes (Liz O'Neill)

## Little League Umpire
- Prima televisiva: 28 marzo 1957
- Diretto da:
- Scritto da:

### Trama
- Interpreti: Rusty Hamer (Rusty Williams), Sherry Jackson (Terry Williams), Danny Thomas (Danny Williams)

## Danny Meets Kathy
- Prima televisiva: 4 aprile 1957
- Diretto da:
- Scritto da:

### Trama
- Interpreti: Steven Geray, Rusty Hamer (Rusty Williams), Marjorie Lord (Kathy), Amanda Randolph (Louise), Danny Thomas (Danny Williams), Mary Wickes (Liz)

## Men Are Men
- Prima televisiva: 11 aprile 1957
- Diretto da:
- Scritto da:

### Trama
- Interpreti: Ahna Capri (Ruthie), Rusty Hamer (Rusty Williams), Sherry Jackson (Terry Williams), Danny Thomas (Danny Williams)

## Little Miss Moppet
- Prima televisiva: 18 aprile 1957
- Diretto da:
- Scritto da:

### Trama
- Interpreti: Rusty Hamer (Rusty Williams), Sherry Jackson (Terry Williams), Marjorie Lord (Kathy O'Hara), Danny Thomas (Danny Williams)

## Danny's Proposal
- Prima televisiva: 25 aprile 1957
- Diretto da:
- Scritto da:

### Trama
- Interpreti: Danny Thomas (Danny Williams), Rusty Hamer (Rusty Williams), Sherry Jackson (Terry Williams), Marjorie Lord (Kathy), Amanda Randolph (Louise)